# ألان بوس
ألان بوس (بالإنجليزية: Alan Boss)‏ هو عالم فيزياء فلكية وفيزيائي وعالم فلك أمريكي، ولد في 20 يوليو 1951 في ليكوود في الولايات المتحدة.